# Edward Junak
Edward Junak (ur. 20 maja 1926 w Medenicach, zm. 19 października 2012 w Suliszewie) – oficer Wojska Polskiego. Kawaler Orderu Virtuti Militari.
Od 1946 roku był członkiem Oddziału Związku Inwalidów Wojennych RP w Choszcznie. W latach 1976–1984 był przewodniczącym Komisji Rewizyjnej Oddziału. Mieszkał w Suliszewie.

## Okres wojny
16 lipca 1944 roku powołany do Wojska Polskiego i skierowany do szkoły podoficerskiej w Rzeszowie. 8 grudnia ukończył szkołę i został awansowany na stopień kaprala. 15 grudnia 1944 otrzymał przydział do 8 kompanii piechoty 14 pułku piechoty na dowódcę drużyny. 22 grudnia 1944 roku wyruszył z Przemyśla pod Warszawę. W dniach 16–17 stycznia brał udział w walkach o wyzwolenie Warszawy. Ze swoim pułkiem maszerował przez Bydgoszcz i Włocławek w kierunku na Wał Pomorski. Walczył o Złotów, Walcz, Nadarzyce i Wierzchową. 2 marca 1945 roku został ciężko ranny. Leczony w szpitalach w Wałczu i Bydgoszczy nie doszedł do pełni zdrowia.

## Okres powojenny
24 grudnia 1945 roku został zwolniony do rezerwy jako inwalida wojenny I grupy. Zamieszkał w Suliszewie. Od stycznia 1955 roku pracował w Gromadzkiej Radzie Narodowej. Od czerwca 1966 do 1988 roku był sołtysem Suliszewa. W latach 1969–2000 był prezesem Ochotniczej Straży Pożarnej w Suliszewie. Członek Klubu Żołnierzy Frontowych 6 Pomorskiej Dywizji Piechoty przy 6 Brygadzie Powietrznodesantowej w Krakowie.

## Ordery i odznaczenia
Pierwotny wykaz orderów i odznaczeń podano za: Tadeusz Zwilnian-Grabowski: Ocaleni w pamięci. s. 52.
- Krzyż Srebrny Orderu Virtuti Militari
- Krzyż Kawalerski Orderu Odrodzenia Polski
- Krzyż Walecznych